# Schilluk (Sprache)
Schilluk (Eigenbezeichnung dhok Chollo, Dhɔg Cɔllɔ in der afrik. Orthographie) ist eine zur Untergruppe der Luo-Sprachen gehörende westnilotische Sprache.
Gesprochen wird sie vom Volk der Schilluk (Chollo) im südsudanesischen Bundesstaat A'ali an-Nil.